# Sherando (Virginia)
Sherando es un lugar designado por el censo situado en el condado de Augusta, Virginia  (Estados Unidos). Según el censo de 2010 tenía una población de 688 habitantes.

## Demografía
Según el censo del 2000, Sherando tenía 665 habitantes, 270 viviendas, y 207 familias. La densidad de población era de 36,5 habitantes por km².
De las 270 viviendas en un 33%  vivían niños de menos de 18 años, en un 57%  vivían parejas casadas, en un 12,6% mujeres solteras, y en un 23,3% no eran unidades familiares. En el 18,5% de las viviendas  vivían personas solas el 6,3% de las cuales correspondía a personas de 65 años o más que vivían solas. El número medio de personas viviendo en cada vivienda era de 2,46 y el número medio de personas que vivían en cada familia era de 2,73.
Por edades la población se repartía de la siguiente manera: un 23,2% tenía menos de 18 años, un 6,5% entre 18 y 24, un 34,1% entre 25 y 44, un 25,6% de 45 a 60 y un 10,7% 65 años o más.
La edad media era de 38 años.  Por cada 100 mujeres de 18 o más años  había 93,6 hombres.
La renta media por vivienda era de 38.170$ y la renta media por familia de 39.732$. Los hombres tenían una renta media de 32.500$ mientras que las mujeres 23.523$. La renta per cápita de la población era de 17.218$. En torno al 7,7% de las familias y el 13,7% de la población estaban por debajo del umbral de pobreza.

## Localidades adyacentes
El siguiente diagrama muestra a las localidades más próximas a Sherando.